# フワヒン駅

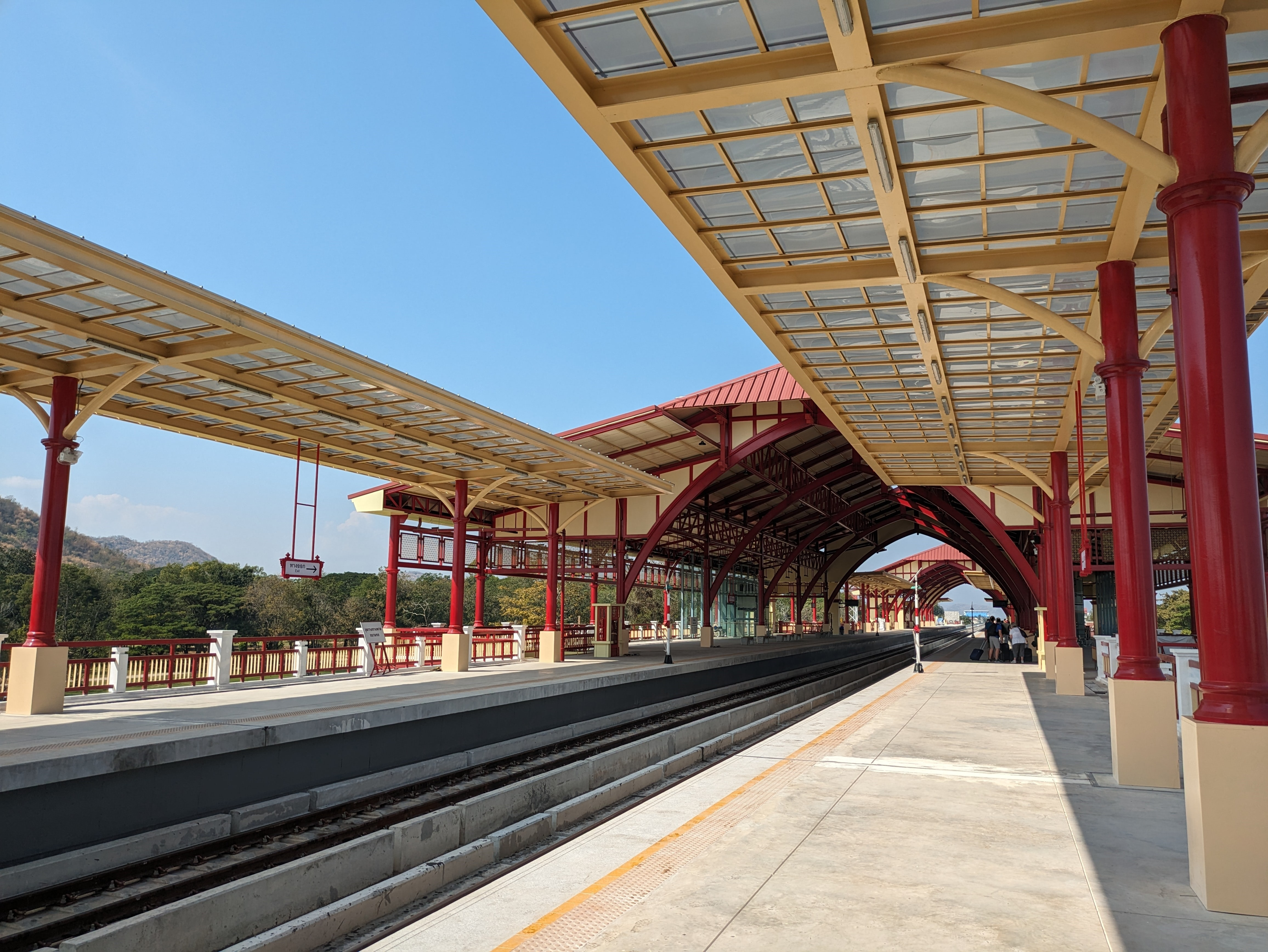
高架新ホーム

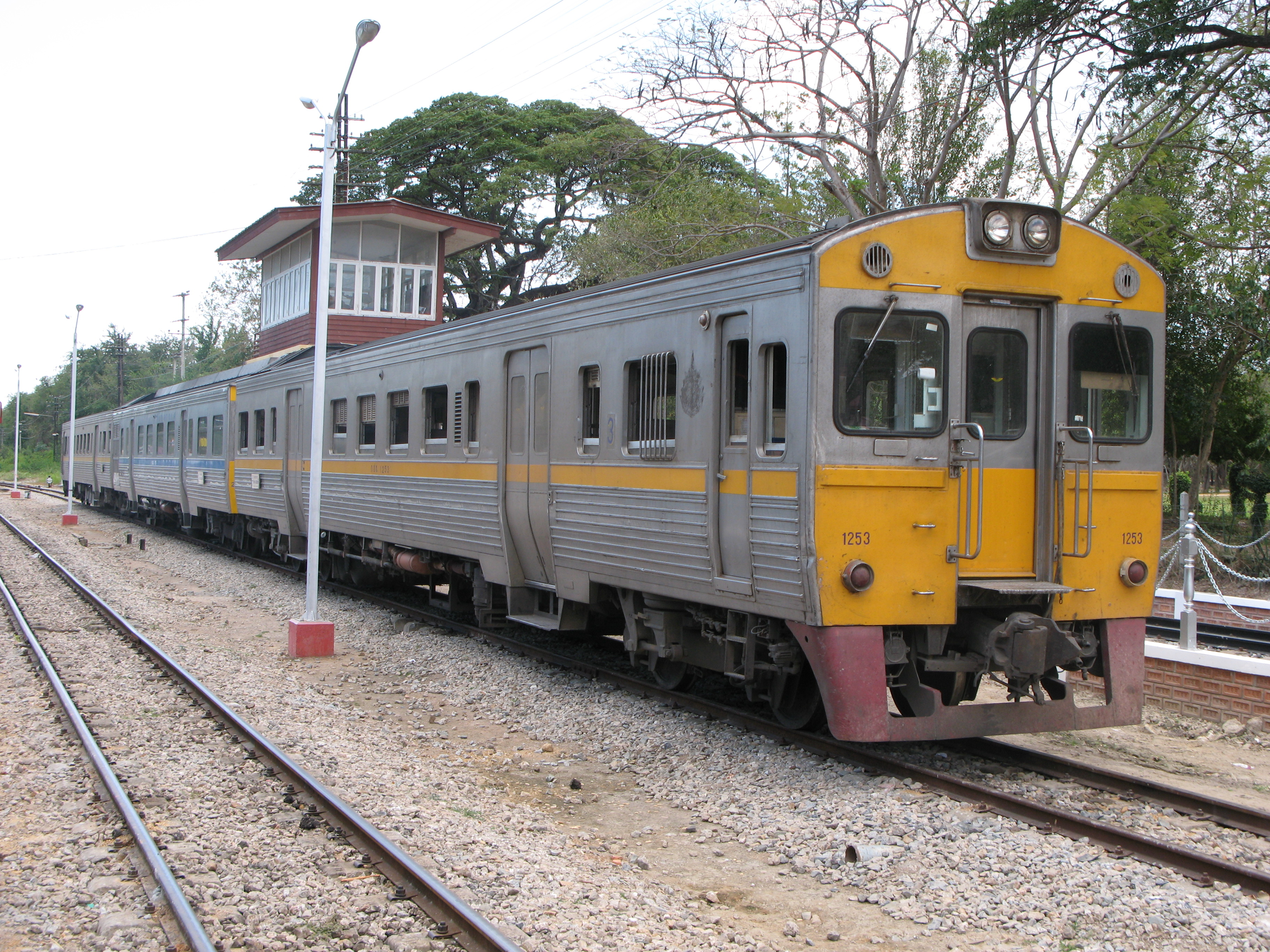
地上駅時代の停車中の気動車。背後に信号扱所が見える。

フワヒン駅 （フワヒンえき、タイ語:สถานีรถไฟหัวหิน）は、タイ王国中部プラチュワップキーリーカン県フワヒン郡にある、タイ国有鉄道南本線の駅である。ホアヒン駅などの表記ゆれがある。

## 概要
フワヒン駅は、タイ王国中部プラチュワップキーリーカン県の人口約9万6千人が暮らすフワヒン郡にある、タイ国有鉄道南本線の駅である。駅の正面側は東向きであり、町の中心部に位置する。クルンテープ駅より229.04kmであり、特急列車利用で3時間20分程度である。ナコーンパトム駅以南の南本線は、開業より1世紀以上単線区間のままであったが、チュムポーン駅まで改良事業が進展（2023年一部完成、2024年完成
）、当駅付近を含め南本線全体の約1/3が複線化完了した。
1911年11月25日に開業し、約100年の歴史を持つ一等駅であり、特急列車を含む全列車の停車駅である。1日当たり24列車（12往復）が発着する（2025年現在）。
その内訳は、特急4往復、急行2往復、快速3往復、普通3往復である。その他、週末に運転される観光列車1往復も停車する。
前述の南本線複線化の進展に伴い、当駅付近における高架化工事が行われ、2023年12月11日より高架新ホームが供用された。
高架ホーム移転後も、旧駅舎と王族用待合室については観光用に保存されており、地上ホームに至っては見学入場が可能であるほか、臨時列車が停車する場合もある。
プラ・モンクット・グラーオ・パビリオン
フワヒン郡内にあるいくつかの宮殿には王室関係者がしばしば滞在し、バンコクとの間で王室関係者の移動が行われる。移動には鉄道が利用されることもあり、当駅も王室関係者の利用に備え、駅本屋側のホーム上に王室専用の壮麗な待合室として設置されていた。

## 歴史
タイ国有鉄道南本線は東北本線、北本線に次ぐ3番目の幹線として1899年に着工された。南本線は前記2線とは異なり始めから1,000mm軌間を採用して敷設された。（前記2線は当初は標準軌間である1,435mmで敷設されたがその後1,000mm軌間に改軌された。）
南本線は旧トンブリー - ペッチャブリー間が1903年6月19日に開業したのを皮切りに南北3か所（ペッチャブリー駅、ソンクラー駅、カンタン駅）より同時に延伸工事が開始され、当駅はペッチャブリー駅側からの第二期工事分として1911年11月25日に終着駅として開業した。開業して約2年後に、ワンポン駅まで延伸開業し中間駅となった。
- 1903年6月19日 【開業】旧トンブリー - ペッチャブリー (150.49 km)
- 1911年6月9日 【開業】ペッチャブリー - チャアム (36.57 km)
- 1911年11月25日 【開業】チャアム - フワヒン (25.93 km)
- 1914年1月1日 【開業】フワヒン - ワンポン (19.86 km)
- 2023年
  - 12月11日 高架新駅に移転
  - 12月15日 【複線化】 バーンクーブア - サフィリ（約348 km、暫定措置）[1]
- 2024年【複線化】ナコーンパトム - チュムポーン（約420 km[注釈 1]）

## 駅構造

### 新駅（高架ホーム）
相対式2面2線から成る高架駅。隣駅はどちらも地上駅のままである。

### 旧駅（地上ホーム）
前述の通り、2025年現在は観光施設として一般開放されている。
単式及び島式1面の複合型ホーム2面3線及び待避線から成る地上駅であり、駅舎はホームに面している。本屋と反対側のホーム上には信号扱所が設けられている。

## 駅構内
地上駅構内に退役した蒸気機関車305号機（1925年Baldwin製、製造番号58670）が、静態保存されている。

## 駅前

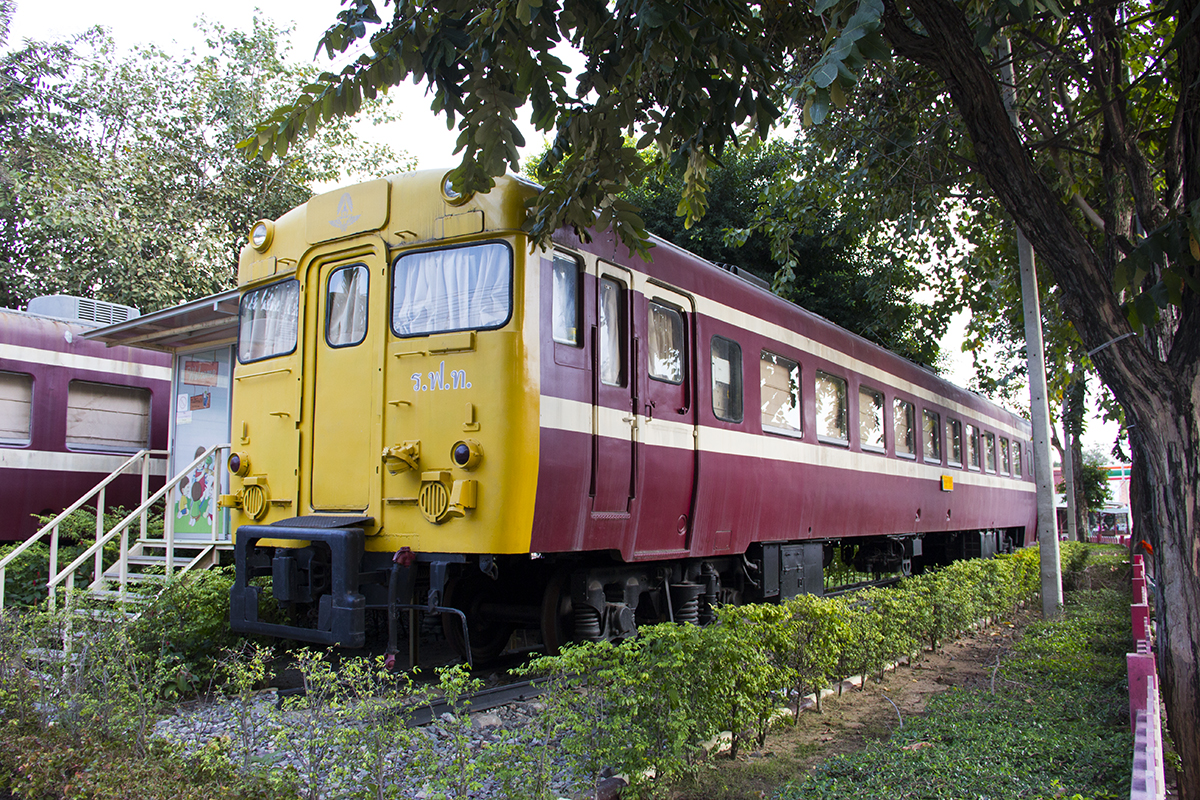
フワヒン駅前のA.P.D.101

駅前には西日本旅客鉄道（JR西日本）より譲渡され、その後退役した元キハ58型2両A.P.D.101（元キハ58 224）、A.P.D.209（元キハ28 3017）が図書館として活用されている。外面塗装は現役時代と異なり、前後面は黄色一色、側面は赤茶色地に白線2本の、かつての身延線の電車車輛のそれ（あるいはキハ40・47の一形態、通称「高岡色」)に似ている。

## 駅周辺
- アユタヤ銀行
- ヒルトン・ホアヒン・リゾート&スパ
- フアヒン警察署
- ホアヒンナイトマーケット
- フワヒン空港: ごく小規模な地方空港。距離的にはフアイサイタイ駅が直近。
  - 2000年代初頭、当空港滑走路の拡張工事により、南本線線路と並行道路との干渉を避けるためトンネルが設置された。ボックスカルバート構造による人工構造物ながらボーファイトンネル（อุโมงค์บ่อฝ้าย、あるいは อุโมงค์ทางลอดสนามบินบ่อฝ้าย ）として、タイ国鉄における数少ない鉄道トンネルの一つに数えられる[15][注釈 2]。